# Fyens Stiftstidende
Fyens Stiftstidende er et regionalt dagblad, der redaktionelt dækker Fyn og omkringliggende øer, med redaktioner i Odense, Assens, Faaborg, Ringe, Kerteminde, Middelfart, Bogense, Nyborg og Svendborg, hvoraf flere deles med Fyns Amts Avis. Både Fyens Stiftstidende og Fyns Amts Avis ejes af mediekoncernen Jysk Fynske Medier.

## Avisens historie

### 1770'erne - 1970'erne Aviskrig mod flere aviser
Avisens historie går tilbage til 1771, da Christian Gormsen Biering fik kongeligt privilegium til at etablere et adressekontor med tilhørende bogtrykkeri.[kilde mangler] Avisen blev grundlagt af bogtrykker Christian Gormsen Biering 3. januar 1772, hvilket gør avisen til Danmarks næstældste endnu eksisterende avis.[kilde mangler] Virksomheden fik til huse i Nørregade i det centrale Odense, og året efter begyndte Biering at udgive avis under navnet Kongelig Privilegerede Odense Adresse-Contoirs Efterretninger. Først i 1852 fik avisen sit nuværende navn.[kilde mangler]
Avisens første udgave bestod blot af 8 sider i det lille oktavformat, og i begyndelsen udkom avisen kun en gang ugentligt.
I 1797 overtog Søren Hempel udgivelsen af avisen, som i de følgende 174 år forblev i familieeje. Indtil sin død i 1844 var Hempel redaktør.[kilde mangler]
Odense havde som den eneste by i provinsen to aviser på Hempels tid.
Den anden avis blev udgivet af bogtrykker Iversen.
Fra 1852 var avisen tilknyttet partiet Højre. Redaktør var Nicolaus Peter Heinrich Seedorff. I 1861 blev avisen solgt til J. Chr. Dreyer, der sammen med sin søn Morten Dreyer og dennes søn redigerede avisen frem til 1930'erne. Avisen var i disse år en udpræget konservativ avis, og denne linje fortsatte efter 2. verdenskrig. Økonomien var trængt i efterkrigstiden, men udviklingen vendte efterhånden, og i begyndelsen af 1960'erne havde Fyens Stiftstidende overhalet Venstre-avisen Fyns Tidende som både den dominerende avis i Odense og på Fyn i øvrigt takket være en solidt indtjening på annoncer og deraf følgende redaktionelle satsninger. Fra at have været meget orienteret omkring Odense blev også dækningen af det øvrige Fyn styrket. Med købet af den sidste konkurrent Fyns Tidende i 1969 kom avisen til at sidde særdeles tungt på dagbladsmarkedet i Odense. Fyns Tidende blev drevet som selvstændig avis frem til 1979, hvorefter den i ti år fortsatte med egen redaktion, som producerede en daglig særside i Fyens Stiftstidende. 1970'erne var desuden kendetegnet af en voldsom bladkrig med den Svendborg-baserede Fyns Amts Avis; en krig, der i 1978 endte med en delvis sejr til Stiftstidende i form af en aftale om ikke at være for aggressive på hinandens hovedmarked.[kilde mangler]

### 1975 - 1999 Partibåndet kappes og netavis etableres
Den sidste ejer fra familien overdrog i 1970 aktierne til den nyoprettede selvejende institution Den Fynske Bladfond, der havde til formål at støtte en fri presse i almindelighed og Fyens Stiftstidende i særdeleshed.[kilde mangler] Fonden har siden ejet avisen. Fem år senere, i 1975, ophørte det partipolitiske tilhørsforhold, avisen havde haft til Det Konservative Folkeparti, og avisen har siden været et uafhængigt dagblad, der dog stadig udgives på et borgerligt-liberalt grundlag.
Efter gennem en årrække at have haft til huse i en bygning i Jernbanegade i det centrale Odense, flyttede Fyens Stiftstidende i 1988 til et nyt, moderne bladhus på Blangstedgårdsvej i Odenses sydøstlige udkant. Bladhuset, der er tegnet af den lokale arkitekt Per Kyed tildeles Odense Kommunes pris for smukt erhvervsbyggeri.
Fem år senere ændrede avisen udgivelsestidspunkt og fik fornavnet Morgenposten, som den bar helt frem til 1999. Fra at have udkommet op ad eftermiddagen, fik fynboerne fra 13. april 1993 deres regionale nyheder til morgenkaffen. I 1993 opkøbte Fyens Stiftstidende det tidligere radikale Middelfart Venstreblad, som udkom for sidste gang 12. april 1993.[kilde mangler]
Fyens Stiftstidende lancerede i 1998 sin netavis, fyens.dk. I starten indeholdt siden kun enkelte artikler, der også blev bragt i den trykte avis, men efterhånden blev netavisen videreudviklet, så netavisen også bragte unikke historier. Ti år senere var netavisen med sine 200.000 brugere den suverænt mest besøgte regionalavis online.
Bladhuset på Blangstedgårdsvej blev samme år udvidet med en administrationsbygning, der kom til at huse datterselskaberne Fyens Distribution og Fyens Trykkeri.
I april 1999 fik avisen i lighed med de øvrige stiftstidender helt ny grafisk identitet. Det nye layout blev udarbejdet af den prisbelønnede skotske avisdesigner Ally Palmer. Til brødteksten anvendes skrifttypen Janson, mens Interstate bruges til overskrifterne. Fyens Stiftstidendes hoved er dog fortsat sat med Helvetica.

### 2000 - 2010 Aviskrig modNyhedsavisen
Placeringen i Odenses udkant blev imidlertid en parentes i avisens historie, for allerede i sensommeren 2002 besluttedes det nemlig, at avisen skulle flytte tilbage til Odense Centrum. Der blev indgået en aftale med entreprenørfirmaet NCC og Nordania Lesaing om at opføre et nyt mediehus på 8.500 kvm. fordelt på fire etager på en ledig grund overfor Odense Banegård Center, der får navnet Banegårdspladsen. Byggeriet er tegnet af Creo Arkitekter og blev taget i brug 13. juni 2005. Huset fik senere Energi- og Miljøprisen af Foreningen for Energi & Miljø. I dag er kun distribution og trykkeri tilbage på Blangstedgårdsvej, mens de øvrige bygninger er blevet ombygget til social- og sundhedsskole.[kilde mangler]
Ved årsskiftet 2004-2005 gik Fyens Stiftstidende ind i den verserende gratisavis-krig med lanceringen af trafikavisen Xtra, som bestod af dels lokalstof fra Fyens Stiftstidende, dels bureaustof og indlandsstof produceret i samarbejde med Morgenavisen Jyllands-Posten. Avisen blev udgivet i 25.000 eksemplarer, som blev uddelt på trafikale knudepunkter overalt på Fyn. Xtra fusionerede i 2007 sammen med JP/Politikens gratisavis 24timer under navnet 24timerXtra.[kilde mangler]
I september 2006 oplevede Fyens Stiftstidende for første gang siden Fyns Tidendes lukning i 1969 konkurrence på trykte nyheder i Odense-området, da gratisavisen Nyhedsavisen etablerede en lokalredaktion og husstandsomdelte sin avis i store dele af Odense. Som led i sparerunder på Nyhedsavisen blev redaktionen i Odense imidlertid nedlagt i januar 2008, og Stiften har siden atter været ene om at levere daglige avisnyheder til odenseanerne.
Avisen fik i februar 2008 ny chefredaktør, da Egon Tøttrup gik på pension. Ny chefredaktør er Per Westergård, der tidligere har været chefredaktør for Århus Stiftstidende. I november 2008 trak Fyens Stiftstidende sig ud af gratisavis-markedet, da 24timer Xtra lukkede.[kilde mangler]
Som et af de sidste større regionale dagblade i Danmark udkom Fyens Stiftstidende i broadsheet-format helt frem til 2009. Det skyldtes, at man ønskede at skille sig ud fra de aviser, der udkom i tabloid. Men siden 10. februar 2009 udkommer kun 1. sektion og sektionen BoGodt om søndagen i broadsheet. Resten af sektionerne, inklusive den daglige Odense-Fyn-sektion, udkommer i tabloidformat. I forbindelse med omlægning blev avisen relanceret med et let forandret layout og sloganet "Avisen har en mening – har du?", og i flere artikelserier satte fokus på emner som trafikdrab og sundhed.
Den finansielle krise ramte også Fyens Stiftstidende, som i marts 2009 fyrede ni journalister. En større omlægning blev offentliggjort i september 2009, hvor det kom frem, at Fynske Medier fremover skal være udgiverselskab for både Fyens Stiftstidende og Fyns Amts Avis. Mange af siderne er fælles, ligesom lokalredaktionerne i Fåborg og Ringe sammenlægges, mens der delvist samarbejdes i Svendborg. Siden 1. marts 2010 udkommer avisen i tabloidformat.

### 2020'erne Færre annoncer
Fyens Stiftstidendes ejer, Jysk Fynske Medier, har siden 2019 forventet færre solgte annoncer i såvel Fyens Stiftstidende som andre dagblade; så konsekvensen kan blive omfattende besparelser. Færre annoncer følger med færre læsere. Hertil kommer, at Coronakrisen i 2020 kan koste Fyens Stiftstidende og Co. op mod 100 mio. kr. men avisen vil overleve.

## Udgiverselskabet
Udgiveren af Fyens Stiftstidende er Fyens Stiftstidende A/S, undertiden også kaldet Mediehuset Fyens Stiftstidende.
I 2008 omsatte Fyens Stiftstidende A/S for 588,3 mio. kr.,[kilde mangler] hvilket gør det til en af de bedste forretninger på det regionale dagbladsmarked i Danmark. Selskabet, der beskæftiger 532 medarbejdere,[kilde mangler] fik i 2008 et resultat på -4,8 mio. kr. efter flere år med overskud. Bestyrelsesformand er professor Jørn Henrik Petersen, Syddansk Universitet. Direktionen består af adm. direktør Poul Erik Andersen og ansvarshavende chefredaktør Per Westergård.[kilde mangler]

## Fynske Medier
Fyens Stiftstidende A/S etablerede i oktober 2006 partnerselskabet Fynske Medier sammen med den hidtidige sydfynske ærkerival A/S Svendborg Avis, der udgiver Fyns Amts Avis. Fynske Medier er et salgs- og serviceselskab for de to udgiverselskaber. Redaktionelt er der med undtagelse af enkelte fælles tillæg, eksempelvis Gul & Gratis og Plus, stadig tale om to selvstændige enheder. Fynske Medier ejer desuden Ugeavisen Odense samt en del af Fyns største kommercielle radio, Radio 3. Selskabet ejer desuden halvdelen af landets mindste dagblad, Kjerteminde Avis.[kilde mangler]

## Oplag og læsertal
Avisen udkom i 2. halvår af 2008 i 52.490 eksemplarer mandage-lørdage og 65.012 på søndage.
Pr. 2008 havde avisen i hverdage 163.000 læsere og på søndage 202.000 læseres opmærksomhed.

### Udvalgte år i 2010'erne
I 2017 blev Fyens Stiftstidende læst af 95.000 personer, men i 2018 havde avisen 78.000 læsere, så avisen har mistet ca. 20 % af sine læsere i løbet af et år.